# Придаченская дамба
Придаченская дамба (также Митрофановская дамба) — старая дамба в черте Воронежа на Воронежском водохранилище.
После создания Воронежского водохранилища на месте старой дамбы Чернавского моста образовался остров, который соединён с левым берегом Воронежа 83-метровым висячим мостом. Административно входит в Левобережный район города и относится к улице Димитрова. Длина острова — 970 метров; максимальная ширина — 220 м.
В советское время на дамбе находился центральный городской пляж. В 1990-е пришёл в запустение. На острове находилась база байдарочников «Буревестник». В 2010-е в северо-восточной части острова находилась вертолётная площадка, проводились соревнования по пляжному футболу, тренировки по регби.
В 2018—2019 годах по проекту «Гипрокоммундортранса» произведена застройка дамбы спортивными сооружениями (центр гребли на байдарках и каноэ, футбольный манеж, ледовый дворец, скейт-парк и др.), проведено благоустройство территории. При этом были спилена аллея многолетних тополей.

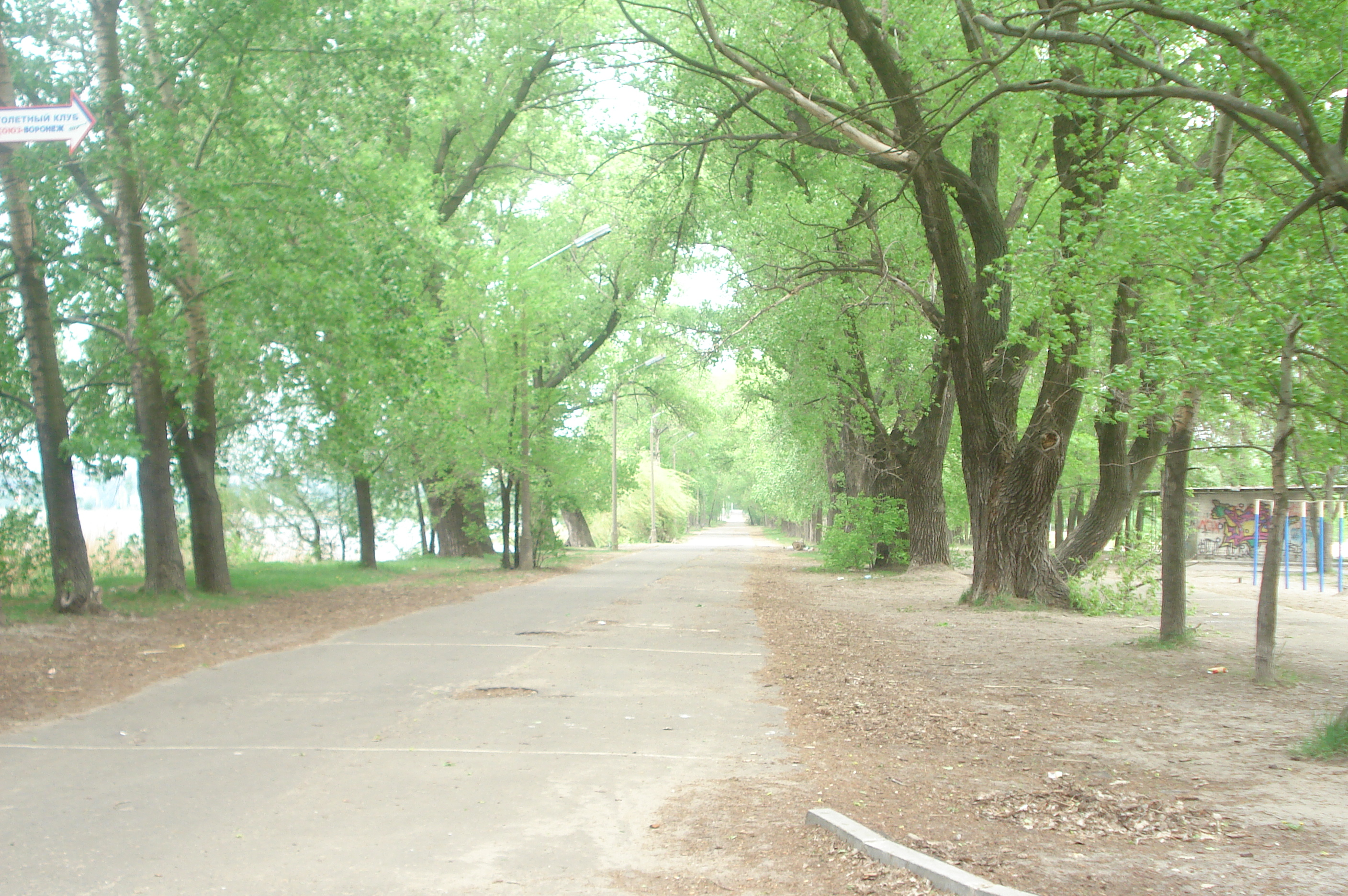
Прогулочная аллея
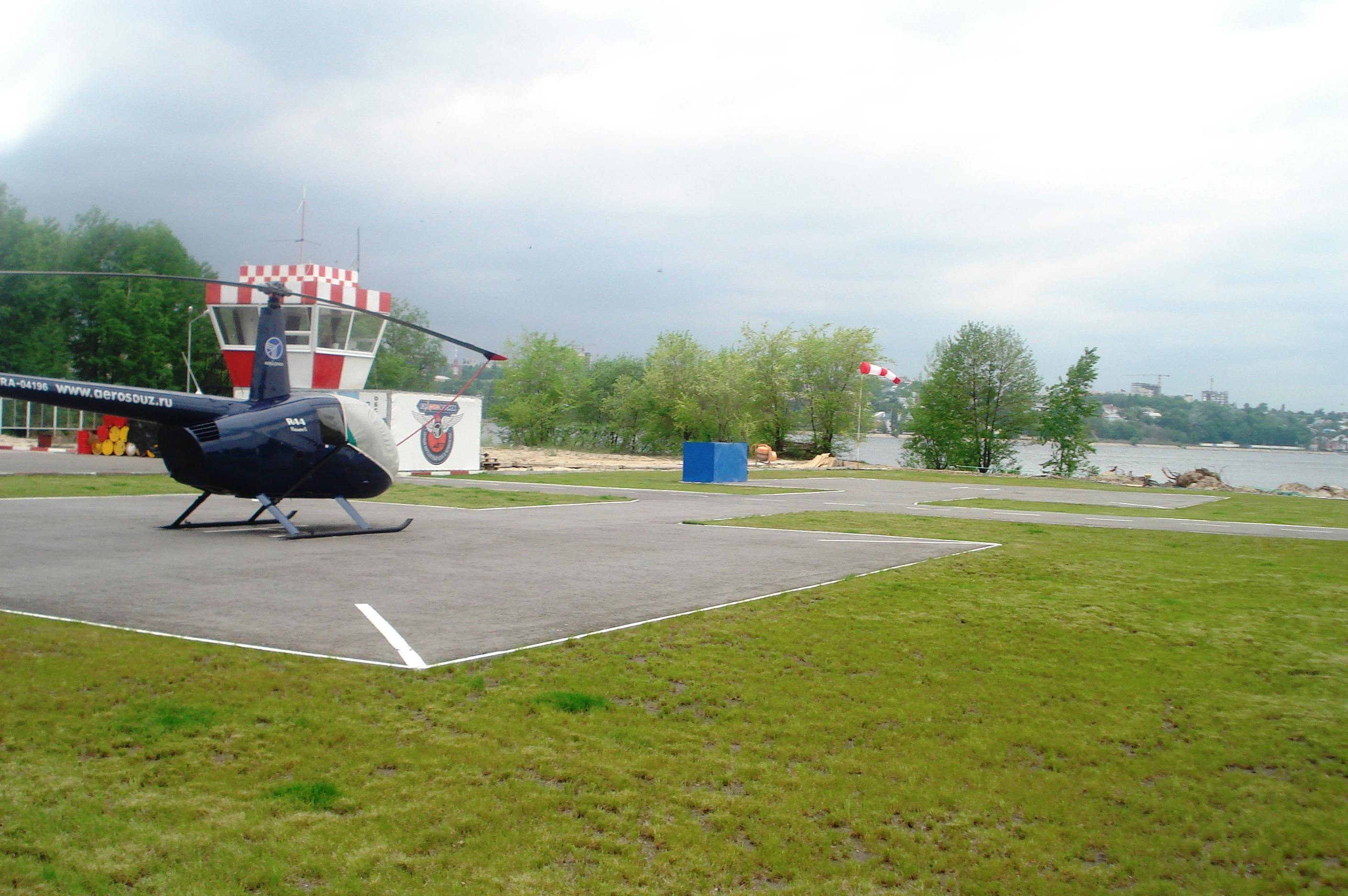
Вертолётная площадка